# Зв'язані до смерті
«Зв′язані до смерті» (англ. Dead Ringers) — канадсько-американський трилер 1988 року.

## Сюжет
Брати-близнюки Беверлі і Елліотт працюють гінекологами і живуть разом. Беверлі шалено закохується в пацієнтку, кіноактрису Клер Ніво, яка не може мати дітей. У неї також зав'язується роман з Елліоттом. Клер не розуміє, що спить з обома братами. Але коли вона приходить до такого висновку, то між братами починаються проблеми. Більш слабкий Беверлі поступово занурюється в наркотики і пияцтво, а кар'єра Елліотта продовжує йти вгору. Беверлі починає винаходити дивні гінекологічні інструменти, впадаючи в безумство. Елліотт намагається вилікувати брата, але змушений ділити разом з ним наростаюче безумство. Клер доводиться зробити вибір і покласти край своїм відносинам з Беверлі. Але брати не можуть жити один без одного і кінчають життя самогубством.

## У ролях
| Актор              | Роль                         |
| ------------------ | ---------------------------- |
| Джеремі Айронс     | Беверлі Мантл / Елліот Мантл |
| Женев'єв Бюжо      | Клер Ніво                    |
| Гейді фон Паллеске | Кері                         |
| Барбара Гордон     | Данута                       |
| Ширлі Дуглас       | Лаура                        |
| Стівен Лек         | Андерс Воллек                |
| Нік Ніколс         | Лео                          |
| Лінн Кормак        | Арлін                        |
| Дамір Андрей       | Бірчалл                      |
| Міріам Ньюхаус     | місіс Букман                 |
| Девід Г'юз         | начальник                    |
| Річард В. Фаррелл  | декан медицини               |
| Воррен Девіс       | керівник анатомічного класу  |
| Джонатан Гейлі     | Беверлі, 9 років             |
| Ніколас Гейлі      | Елліот, 9 років              |
| Девід Кроненберг   | акушер                       |

## Саундтрек
| Список треків | Список треків           | Список треків |
| #             | Назва                   | Тривалість    |
| ------------- | ----------------------- | ------------- |
| 1.            | «Main Title»            | 2:16          |
| 2.            | «Bondage»               | 2:43          |
| 3.            | «Twins»                 | 1:02          |
| 4.            | «Trifurcate»            | 1:26          |
| 5.            | «Separate Us»           | 2:42          |
| 6.            | «Infertility Operation» | 1:33          |
| 7.            | «Dependence»            | 2:13          |
| 8.            | «Growing Awareness»     | 2:44          |
| 9.            | «The Operating Room»    | 1:49          |
| 10.           | «Helpless»              | 2:41          |
| 11.           | «Paraphernalia»         | 1:11          |
| 12.           | «Synchronized»          | 2:13          |
| 13.           | «In Delirium»           | 2:42          |
| 14.           | «Welcome Home»          | 1:51          |
| 15.           | «Birthday Party»        | 4:22          |
| 16.           | «Suicide»               | 5:30          |
| 17.           | «Finale»                | 3:23          |
| 42:20         |                         |               |